# Ramin
Ramin ist eine Gemeinde im Landkreis Vorpommern-Greifswald im Südosten von Mecklenburg-Vorpommern. Sie gehört zum Amt Löcknitz-Penkun mit Sitz in der Gemeinde Löcknitz.

## Geographie
Das Gebiet der Gemeinde Ramin liegt zwischen dem Randowbruch (brandenburgische Landesgrenze) im Westen und der Grenze zur Republik Polen im Osten. Im Grundmoränengebiet des Pommerschen Stadiums der letzten Kaltzeit gelegen, zeichnet sich das Gemeindegebiet durch das Vorhandensein von zahlreichen ehemals vermoorten Flächen aus. Zu den kleineren Seen innerhalb der Gemeindegrenzen zählen der Krebssee und der Rötsee. Ein weiterer See, der sogenannte Holzsee, ist durch die Meliorationsmaßnahmen des vergangenen Jahrhunderts verlandet und heute nur noch am Schilfbestand erkennbar. Er befand sich zwischen den Orten Ramin und Retzin und hatte eine Fläche von über 1,5 Hektar. Der Krebssee und der bereits verlandete Holzsee bilden tiefere Senken in ehemals vermoorten Gebieten. Durch die Trockenlegung der Moore für landwirtschaftliche Nutzzwecke und den Bau von Entwässerungsgräben sank schließlich deren Wasserspiegel.

### Gemeindegliederung
Ortsteile
- Bismark
- Gellin
- Grenzdorf
- Hohenfelde
- Linken
- Retzin
- Schmagerow

Wohnplätze
- Am Tanger
- Marienhof
- Neuenkrug
- Ramin-Ausbau
- Retzin-Ausbau
- Stadtberg

Wüstung
- Wilhelminen Mühle

Umgeben wird Ramin von den Nachbargemeinden Plöwen und Blankensee im Norden, Lubieszyn im Osten, Grambow im Südosten, Glasow im Süden sowie Brüssow, Bergholz und Löcknitz im Westen.

## Geschichte

### Ramin
Ramin war eine slawische Ortsgründung und nannte sich Rambyn und Rambin (wahrscheinlichste Deutung: slawisch ramen für Bauholz).

Das Gutsdorf war seit dem 14. Jahrhundert über mehr als 600 Jahre Stammsitz des pommerschen Adelsgeschlechtes von Ramin. Erstmals urkundlich erwähnt wurde 1188 ein Unon von Ramin. 1280 fand sich der Name Otto de Rambyn auf einem Siegel einer Urkunde.

Die Feldsteinkirche stammt aus dem 13. Jahrhundert. Das eingeschossige Gutshaus wurde Mitte des 18. Jahrhunderts auf den Kellergewölben eines Vorgängerbaues errichtet. In der NS-Zeit diente es als Führerschule der Hitlerjugend und war: 1947 bis 1969 eine Berufslandwirtschaftsschule, 1969 bis 2002 ein Kinderheim. 1928 erwarb der Chemiker und Hochschullehrer Friedrich Wilhelm Semmler das Rittergut und verpachtete es an die Pommersche Saatzucht GmbH. 

2000 wurde im Ort ein Rastwanderplatz angelegt.

### Retzin-Ausbau
Der slawische Retziner Burgwall am südlichen Ufer des Leichensees, zwischen Löcknitz und Retzin-Ausbau ist Teil einer dort im 8. bis 12. Jahrhundert befindlichen Burganlage. In frühdeutscher Zeit wurde innerhalb des slawischen Walles ein hoher Burgberg (Turmhügel) errichtet. Das Bodendenkmal liegt abgelegen, ist aber sehr gut erhalten.

### Eingemeindungen
Bismark mit den Ortsteilen Gellin, Hohenfelde, Grenzdorf und Linken sowie den Wohnplätzen Neuenkrug und Marienhof wurden am 1. Januar 2004 als Ortsteile nach Ramin eingemeindet.

### Einwohnerentwicklung
Die Einwohnerzahl der Gemeinde Ramin ist seit 1990 rückläufig.
| Jahr | Ramin | Schmagerow | Retzin | Bismark | Gellin | Hohenfelde | Grenzdorf | Linken | Marienhof | Quelle       |
| ---- | ----- | ---------- | ------ | ------- | ------ | ---------- | --------- | ------ | --------- | ------------ |
| 1900 | 286   | 123        | 249    | 227     | 126    | 57         | 26        | 45     |           | [ 8 ]        |
| 1925 | 270   |            | 257    | 208     |        |            |           | 79     |           | [ 9 ] [ 10 ] |
| 1933 | 581   |            | 221    | 406     |        |            |           | 93     |           | [ 9 ]        |
| 1939 | 593   |            | 223    | 385     |        |            |           | 82     |           | [ 9 ]        |
| 1990 | 427   |            |        | 371     |        |            |           |        |           | [ 11 ]       |
| 1995 | 391   |            |        | 347     |        |            |           |        |           | [ 11 ]       |
| 2000 | 369   |            |        | 336     |        |            |           |        |           | [ 11 ]       |
| 2003 | 360   |            |        | 310     |        |            |           |        |           | [ 11 ]       |
| 2005 | 703   | ---        | ---    | ---     | ---    | ---        | ---       | ---    | ---       | [ 11 ]       |
| 2010 | 713   | ---        | ---    | ---     | ---    | ---        | ---       | ---    | ---       | [ 11 ]       |
| 2015 | 660   | ---        | ---    | ---     | ---    | ---        | ---       | ---    | ---       | [ 12 ]       |
| 2020 | 665   | ---        | ---    | ---     | ---    | ---        | ---       | ---    | ---       | [ 13 ]       |

Nach dem Zensus 2011 hatte die Gemeinde einen Ausländeranteil von 20,8 % wovon fast alle (94 %) polnische Staatsbürger waren.

## Politik

### Bürgermeister
- 1936–1945 Paul Basler
- Herr Schaaf
- Herr Dreier
- Hans Zastrow
- 1987–1990 Sigrid Siebert[15]
- 1990– ? Erhard Albrecht[16]
- seit vor 2006 Reinhart Retzlaff (CDU)[17]

### Dienstsiegel
Die Gemeinde verfügt über kein amtlich genehmigtes Hoheitszeichen, weder Wappen noch Flagge. Als Dienstsiegel wird das kleine Landessiegel mit dem Wappenbild des Landesteils Vorpommern geführt. Es zeigt einen aufgerichteten Greifen mit aufgeworfenem Schweif und der Umschrift „GEMEINDE RAMIN * LANDKREIS VORPOMMERN-GREIFSWALD“.

## Sehenswürdigkeiten

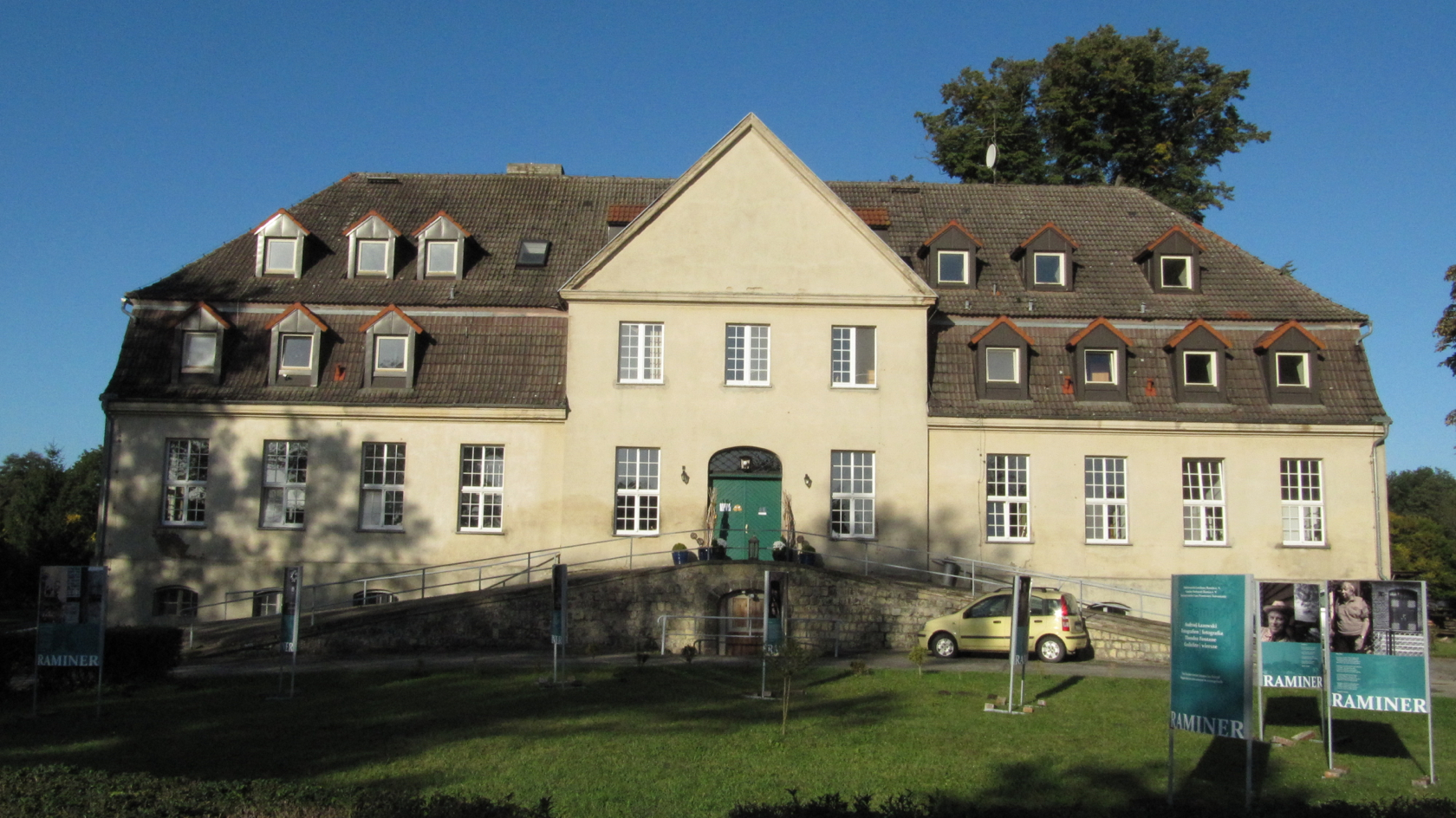
Gutshaus Ramin, (2012)

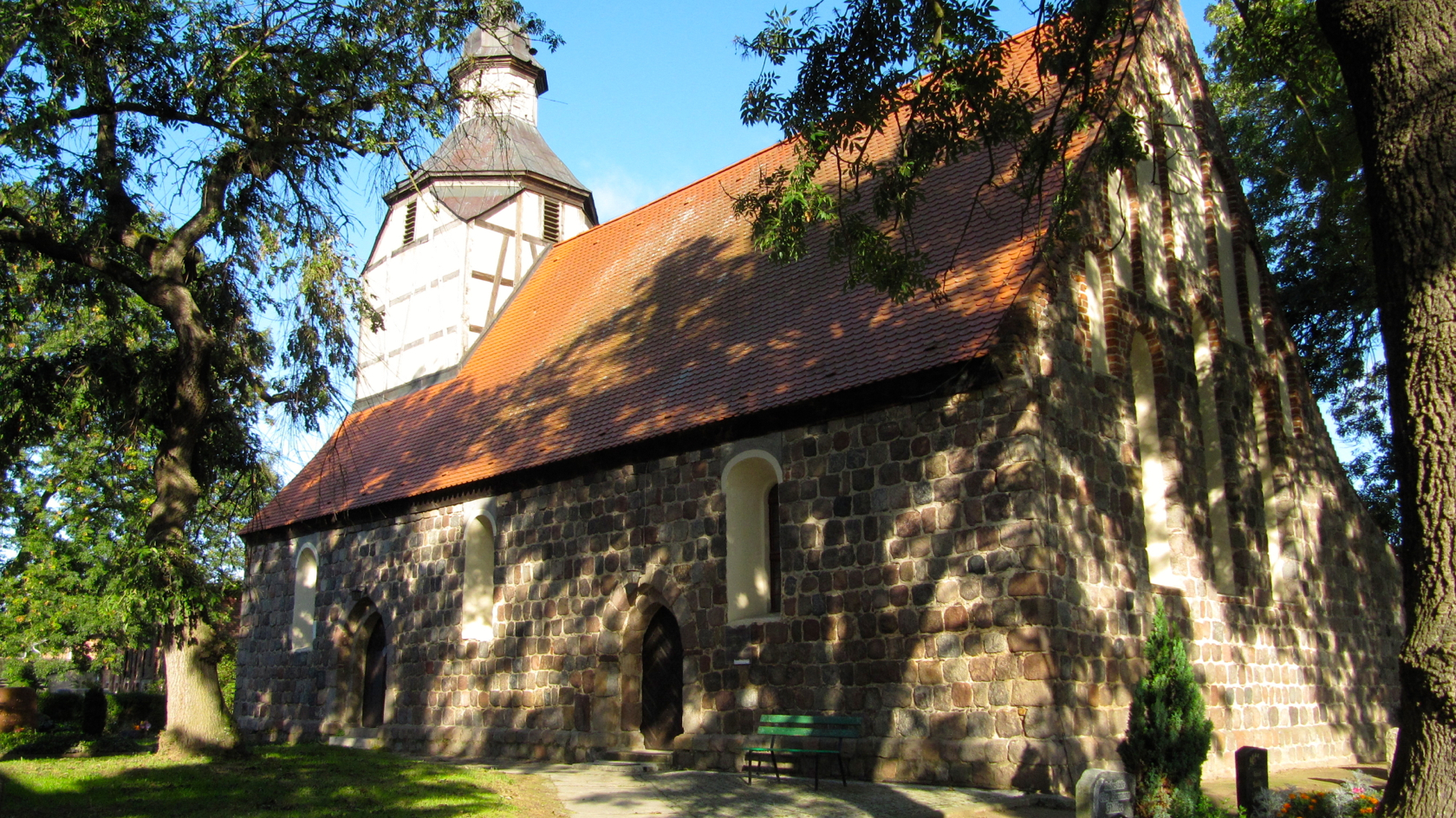
Kirche Ramin (2012)

- Heimatstube in Ramin: vermittelt Eindrücke vom Leben der Handwerker im 19. und 20. Jahrhundert
- Gutshaus Ramin als eingeschossiger Putzbau aus der Mitte des 18. Jahrhunderts; nach 1945: 1947 bis 1969 eine Berufslandwirtschaftsschule, 1969 bis 2002 ein Kinderheim
- Frühgotische Dorfkirche Ramin aus dem 13. Jahrhundert; quadratischer Giebelturm mit achteckiger Glockenhaube
- Frühgotische Feldsteinkirche Retzin aus dem 13. Jahrhundert mit großem, hölzernen Altar aus dem 17. Jahrhundert
- Feldsteinkirchen des 13. Jahrhunderts in Bismark und Schmagerow
- Steinkiste an der Landesstraße 283 zwischen den Orten Retzin und Glasow
- Grab auf dem Friedhof in Ramin für sieben unbekannte Personen, vermutlich belgische Opfer von Zwangsarbeit während des Zweiten Weltkrieges
- Gutshaus Hohenfelde mit Park: Zweigeschossiger, 10-achsiger Putzbau mit Sockel- und Mezzaningeschoss sowie Mittelrisalit und Portal aus der Mitte des 19. Jahrhunderts durch einen Umbau; parkseitig ein älterer, hoher Turm; drei Stallgebäude blieben erhalten

## Verkehrsanbindung
Die Bundesstraße 104 (Pasewalk–Szczecin (Stettin)) führt durch die Dörfer Bismark und Linken. In Linken befindet sich der heute frei passierbare Grenzübergang nach Polen. Bahnanschlüsse bestehen in Löcknitz oder Grambow (Strecke Pasewalk–Szczecin (Stettin)).

## Persönlichkeiten
- Christian Friedrich von Ramin (1714–1761), preußischer Justizjurist, Vizepräsident der Pommerschen Regierung
- Henriette von Meerheimb (1859 in Schmagerow–1920), die Schriftstellerin stammt aus den Familien von Meerheimb und von Ramin
- Friedrich Wilhelm Semmler (1860–1931 in Ramin), Chemiker und Hochschullehrer sowie als Politiker (DNVP)  Mitglied der Weimarer Nationalversammlung und des Reichstages und Eigentümer des Gutes Ramin.